# Матч СССР — США по боксу 1979
Матч СССР — США по боксу 1979 года прошёл 29 января в Лас-Вегасе во дворце спорта «Сизарс-пэлас».

## Официальный матч
Матч проходил в упорной борьбе и завершился победой американской команды со счётом 6:5. Это победа стала первой для американцев в серии матчей СССР — США.
| Весовая категория | Победитель         | Соперник         | Результат                    |
| ----------------- | ------------------ | ---------------- | ---------------------------- |
| до 48 кг          | Ричард Сандовал    | Александр Бодня  |                              |
| до 51 кг          | Александр Михайлов | Фредди Кастильо  | явное преимущество (1 раунд) |
| до 54 кг          | Джеки Бёрд         | Владимир Сердюк  |                              |
| до 57 кг          | Виктор Рыбаков     | Ховард Девис     |                              |
| до 60 кг          | Джонни Банфас      | Дмитрий Грубов   |                              |
| до 63,5 кг        | Валерий Львов      | Лемуэль Стиплз   |                              |
| до 67 кг          | Эдвард Грин        | Валерий Рачков   |                              |
| до 71 кг          | Клинтон Джексон    | Александр Лукач  |                              |
| до 75 кг          | Виктор Савченко    | Джефф Маккракен  |                              |
| до 81 кг          | Николай Ерофеев    | Элмер Мартин     | нокаут (1 раунд)             |
| свыше 81 кг       | Тони Таббс         | Евгений Горстков |                              |

## Первый неофициальный матч
2 февраля в городе Лафейетт (штат Луизиана) состоялся первый неофициальный матч сборных. Не состоялись поединки в категориях до 51, 54 и 57 кг. Победу одержали советские боксёры со счётом 5:3.
| Весовая категория | Победитель       | Соперник        | Результат                    |
| ----------------- | ---------------- | --------------- | ---------------------------- |
| до 48 кг          | Владимир Сердюк  | Альберт Фавелла |                              |
| до 60 кг          | Байрон Линдлей   | Дмитрий Грубов  |                              |
| до 63,5 кг        | Валерий Львов    | Джордж Хайнс    |                              |
| до 67 кг          | Дональд Бауэрс   | Серик Конакбаев |                              |
| до 71 кг          | Джефф Студемайер | Александр Лукач | явное преимущество (2 раунд) |
| до 75 кг          | Виктор Савченко  | Пончо Картер    | нокаут (1 раунд)             |
| до 81 кг          | Николай Ерофеев  | Тони Такер      |                              |
| свыше 81 кг       | Пётр Заев        | Филлип Браун    |                              |

## Второй неофициальный матч
5 февраля в городе Трой (штат Нью-Йорк) состоялся второй неофициальный матч серии. Матч окончился со счётом 7:3 в пользу советской команды. Не состоялся бой в категории до 75 кг.
| Весовая категория | Победитель             | Соперник           | Результат        |
| ----------------- | ---------------------- | ------------------ | ---------------- |
| до 48 кг          | Александр Бодня        | Израэль Акоста     |                  |
| до 51 кг          | Джером Коффи           | Александр Михайлов |                  |
| до 54 кг          | Владимир Сердюк        | Майкл Фейдл        |                  |
| до 57 кг          | Бернард Тейлор         | Виктор Рыбаков     |                  |
| до 60 кг          | Деррил Фуллер          | Дмитрий Грубов     |                  |
| до 63,5 кг        | Берыкбай Нурмагамбетов | Джимми Пол         |                  |
| до 67 кг          | Серик Конакбаев        | Дон Карри          |                  |
| до 71 кг          | Валерий Рачков         | Кевин Руни         |                  |
| до 81 кг          | Николай Ерофеев        | Лерой Мерфи        |                  |
| свыше 81 кг       | Евгений Горстков       | Флойд Каммингс     | нокаут (2 раунд) |